# 中銀保誠
中銀國際英國保誠資產管理有限公司，簡稱中銀國際英國保誠資產管理，以及中銀保誠（英語：BOCI-Prudential Asset Management Limited），在1999年，由中銀國際資產管理有限公司和Prudential Corporation Holdings Limited，在總部香港合組資產管理公司，主要業務在本港經營提供多元化的投資產品。
標智上證50中國指數基金（港交所：3024、臺證所：008201）、標智滬深300中國指數基金（港交所：2827）和標智中證香港100指數基金（港交所：2825），在港交所則分別在2010年、2008年和2009年上市。而標智中證香港上市內地消費指數基金（港交所除牌前2817.HK）和標智中證香港上市內地地產指數基金（港交所除牌前2839.HK）則因為基金的資産淨值少於100,000,000港元而於2017年11月7日終止。

## 連結
- boci-pru.com.hk （页面存档备份，存于）
- boci-pru.com.hk/chinese/etf （页面存档备份，存于）
- 標智上證50中國指數基金™
- 台灣寶來基金
- 寶來標智滬深300ETF